# Чудо (филм)
Вижте пояснителната страница за други значения на Чудо.
„Чудо“ е български игрален филм (драма) от 1996 година на режисьорите Леон Даниел и Георги Дюлгеров, по сценарий на Иван Радоев. Оператор е Стефан Христов. Музиката във филма е композирана от Кирил Дончев.

## Актьорски състав
- Меглена Караламбова – рускинята Таня;
- Вълчо Камарашев – турчинът Юсуф;
- Стоян Стоев – българинът Костадин Костадинов;
- Петър Гюров – арменецът Артаки;
- Асен Кисимов – евреинът Хаим.